# Jonathan Kis-Lev
Pour les articles homonymes, voir Kis et Lev.
 (novembre 2024).
La mise en forme du texte ne suit pas les recommandations de Wikipédia : il faut le « wikifier ».
Les points d'amélioration suivants sont les cas les plus fréquents. Le détail des points à revoir est peut-être précisé sur la page de discussion.
- Les titres sont pré-formatés par le logiciel. Ils ne sont ni en capitales, ni en gras.
- Le texte ne doit pas être écrit en capitales (les noms de famille non plus), ni en gras, ni en italique, ni en « petit »…
- Le gras n'est utilisé que pour surligner le titre de l'article dans l'introduction, une seule fois.
- L'italique est rarement utilisé : mots en langue étrangère, titres d'œuvres, noms de bateaux, etc.
- Les citations ne sont pas en italique mais en corps de texte normal. Elles sont entourées par des guillemets français : « et ».
- Les listes à puces sont à éviter, des paragraphes rédigés étant largement préférés. Les tableaux sont à réserver à la présentation de données structurées (résultats, etc.).
- Les appels de note de bas de page (petits chiffres en exposant, introduits par l'outil «  Source ») sont à placer entre la fin de phrase et le point final[comme ça].
- Les liens internes (vers d'autres articles de Wikipédia) sont à choisir avec parcimonie. Créez des liens vers des articles approfondissant le sujet. Les termes génériques sans rapport avec le sujet sont à éviter, ainsi que les répétitions de liens vers un même terme.
- Les liens externes sont à placer uniquement dans une section « Liens externes », à la fin de l'article. Ces liens sont à choisir avec parcimonie suivant les règles définies. Si un lien sert de source à l'article, son insertion dans le texte est à faire par les notes de bas de page.
- La présentation des références doit suivre les conventions bibliographiques. Il est recommandé d'utiliser les modèles {{Ouvrage}}, {{Chapitre}}, {{Article}}, {{Lien web}} et/ou {{Bibliographie}}. Le mode d'édition visuel peut mettre en forme automatiquement les références.
- Insérer une infobox (cadre d'informations à droite) n'est pas obligatoire pour parachever la mise en page.

Pour une aide détaillée, merci de consulter Aide:Wikification.
Si vous pensez que ces points ont été résolus, vous pouvez retirer ce bandeau et améliorer la mise en forme d'un autre article.
Jonathan Kis-Lev, né en 1985, est un artiste israélien et un militant pour la paix. Il est surtout connu pour ses peintures non colorées qui font partie de grandes collections d'art, dont celle de la Banque Leumi, l'une des plus grandes banques d'Israël.

## Artiste

Graffiti du club des 27 à Tel-Aviv.

Depuis son enfance, Kis-lev a toujours été intéressé par les arts visuels. Il commence à étudier la peinture avec un professeur particulier à l'âge de cinq ans et suit des études d’art à l'École Aleph School of Arts de Tel-Aviv où il a étudié le dessin et la sculpture.
À l'âge de 16 ans, il se voit accorder une bourse pour poursuivre ses études au Canada à l’école Lester B. Pearson United World College of the Pacific. Kis-lev se spécialise dans les arts visuels sous les conseils du professeur Art Brendon et obtient son Baccalauréat International en arts visuels.
De retour en Israël, Kis-Lev continue à développer ses compétences artistiques durant son service militaire dans les Forces de défenses d’Israël.  En 2007 se tient sa première exposition à Tel-Aviv se nommant Beginnings : Neve Zedek and Jaffa  et dont l’invité d’honneur fut le maire de Tel-Aviv : Ron Huldain. Cette exposition marqua le début de sa carrière dans le milieu artistique israélien.  
À la fin de son service militaire, Kis-lev décida de ne pas continuer à étudier l'art dans une école mais de développer par lui-même ses propres style et techniques. 
Dans les années qui ont suivi, il développa plusieurs techniques qui lui ont permis "d'oublier" tout ce qu'on lui avait enseigné depuis son enfance et à l’école sur les standards de la peinture afin de repeindre spontanément « comme un enfant ».  
Il se mit alors à peindre des tableaux de sa main gauche au lieu de sa main droite habituelle et a dessiné les contours de  ces peintures en mettant à l’envers ces toiles, comme ces toiles connues avec le ciel qui n’est plus en haut mais en bas des toiles.
Selon l'artiste, ces nouvelles techniques l'ont aidé à prendre confiance en lui-même, à suivre son intuition et à peindre plus librement. Kis-lev développe ainsi son propre style  considéré comme de l’art naïf. 
L’artiste fait fréquemment des donations de ces œuvres et collabore avec des associations humanitaires à but non lucratif pour les aider à récolter des fonds et soutenir leurs causes et projets.  Il a participé entre autres à l’opération Big Brother Big sisters » d’Israël , Giborim Ktanim - Small Heroes et Esra - Volunteering Together For the Community.

## Rencontres
Depuis l’âge de 12 ans, il participe à des ateliers d’art militant pour la paix et rencontra pour la première fois des enfants palestiniens.  Kis-Lev commença alors à militer pour la paix et rejoint le mouvement des jeunes juifs-arabes, Sadaka Reut, ce qui deviendra une grande influence.
À l'âge de 16 ans, il est élu par le comité israélien des United World College, un mouvement d’éducation dont le but est de favoriser les échanges culturels, comme jeune Ambassadeur Israélien à l’école Pacific College au Canada et s’y installe.  
Il y étudie à côté de jeunes étudiants du monde entier, y compris des étudiants palestiniens et arabes, dans le cadre de la mission du programme qui est de « unir les gens, les nations et cultures pour la paix » Pendant ces années, Kis-lev étudie avec des futures activistes politiques comme Shauna Aminath, leader du Parti Démocratique Maldivien. 

## Service militaire
Après ces études au Canada, Kis-lev retourne en Israël pour son service militaire et rentre dans les Forces de défense d’Israël et insiste pour être placé dans une unité qu'il considère  comme promouvant la paix plutôt que la guerre et l'occupation.  Il fut placé au siège social du COGAT où il était chargé des relations et des actions mises en place pour apporter de l’aide à des organisations comme l'UNRWA et Docteurs Sans Frontières. 
Pendant son service militaire, il mit au courant le Général Yusef Mishleb des risques négatifs possibles du plan de désengagement unilatéral d'Israël sur la population palestinienne.

## Activités et écrits
En 2011, Kis-lev a été choisi parmi  25 jeunes leaders israéliens pour participer au programme Tikvah Program for Political Leadership, au Centre Interdisciplinaire de Herzliya, en Israël.  Mené par le professeur Peter Berkowitz et le Docteur Alisa Rubin Peled, le programme vise à encourager le changement politique et social en Israël et sa région.
Afin d’utiliser l’art comme moyen pour créer des liens entre les Israéliens et les Palestiniens, Kis-Lev rejoint en 2011 un groupe d’artistes militant pour la paix, organisé par Bereaved Families for Peace, composé de 15 artistes israéliens et 15 artistes palestiniens de différentes disciplines artistiques.
Le projet nécessita de régulières rencontres entre les artistes en Israël et dans les territoires palestiniens. Deux importantes visites organisées ont été celle du village palestinien dépeuplé de Lifta et celle du mémorial du Musée de l’holocauste de Yad Vashem.  Ces visites ont permis d’obtenir une couverture médiatique et mis en avant cette collaboration artistique des deux côtés du conflit se réunissant dans le but de créer une compréhension mutuelle des deux pays et pour obtenir la paix. 
Kis-lev croit à l’importante de l’éducation et des arts pour promouvoir la paix entre les Israéliens et Palestiniens. Il exprime l’importance d’encourager des rencontres entre les deux peuples pour éliminer les peurs et craintes et créer un dialogue.  Il se considère comme un sioniste et ne voit pas de contradiction entre le sionisme et son militantisme pour la paix.  
Début des années 2008, Kis-Lev commença à écrire et donner des conférences sur les différentes possibilités d’un accord de paix au Moyen-Orient et soulignant l’importance de l’enseignement pour la paix afin de résoudre ce conflit. 